# Samsung Galaxy A9 (2018)
Samsung Galaxy A9 (2018) - Android - смартфон среднего класса, выпускаемый компанией Samsung Electronics в рамках серии Galaxy A. Он был анонсирован 11 октября 2018 года на мероприятии в Куала-Лумпуре, Малайзия, как преемник Samsung Galaxy A9 (2016).
Galaxy A9 (2018) - первый в мире смартфон, оснащенный 4 различными камерами на задней панели. Он оснащен 6,3-дюймовым Super AMOLED Infinity Display с изогнутыми краями, аналогичным Samsung Galaxy A8 (2018), и поддерживает технологию иммерсивного звука Dolby Atmos. Он является предшественником Samsung Galaxy A70.

## Технические характеристики
Galaxy A9 (2018) имеет следующие характеристики..

### Аппаратное обеспечение
Смартфон работает на базе Qualcomm Snapdragon 660 SoC с процессором, состоящим из 4 производительных 2,2 ГГц Kryo 260 и 4 эффективных 1,8 ГГц ядер Kyro 260 и Adreno 512 GPU, поддерживаемые 6 GB/8 GB RAM и 128 GB внутренней памяти, расширяемой до 512 GB через специальный слот для карт microSD.

#### Дисплей
A9 (2018) оснащен 6,3-дюймовым Full HD+ (1080x2220 пикселей) Super AMOLED дисплеем с соотношением сторон 18,5:9. Дисплей имеет изогнутые края, похожие на Infinity Display у S9, но с увеличенными рамками и без изогнутых сторон..

#### Камеры
Четырехкамерная система включает основной 24-мегапиксельный сенсор f/1.7 для обычной съемки, сверхширокоугольный сенсор 8MP f/2.4 с углом обзора 120 градусов, телеобъектив 10MP f/2.4 с 2-кратным оптическим зумом и 5MP сенсор глубины для эффектов, таких как боке. Фронтальная камера была обновлена до 24-Мп сенсора, с собственной вспышкой.
Запись видео возможна в режимах 2160p и 1080p, оба с частотой 30 кадров в секунду.

### Программное обеспечение[10]

#### Операционная система
Он работает под управлением Android 8.0 "Oreo" с Samsung Experience 9.0 из коробки. Есть возможность обновления до Android 9.0 Pie..

#### Разное
Среди его дополнительных функций - Bixby с собственной кнопкой, Always-on Display и передняя панель Gorilla Glass с задней панелью из отражающего стекла. Он доступен в вариантах Caviar Black, Lemonade Blue и Bubblegum Pink. Он поддерживает быструю зарядку через порт USB-C.

## Доступность
После презентации Samsung объявил, что устройство поступит в продажу на отдельных рынках с ноября 2018 года с будущими планами выпуска в других странах..

## Galaxy A9s
A9s схож по дизайну и техническим характеристикам с A9, и предназначался для продажи только на китайском рынке. Добавление "s" призвано отличить его от текущего Samsung Galaxy A9 Star, который основан на Samsung Galaxy A8 и также предназначен только для китайского рынка.

## Внешние ссылки
- samsung.com/global/galaxy/galaxy-a9/ — официальный сайт Samsung Galaxy A9